# تیفت مریت
کاترین تیفت مریت (به انگلیسی: Catherine Tift Merritt) (زاده ۸ ژانویه ۱۹۷۵) خواننده، ترانه‌سرا و موسیقی‌دان آمریکایی است. او هفت آلبوم استودیویی منتشر کرده است. مریت در هیوستون به دنیا آمد و در رالی بزرگ شد. مریت در سن ۲۰ سالگی در دانشگاه کارولینای شمالی در چپل هیل ثبت نام کرد تا در رشته نویسندگی خلاق تحصیل کند.
در سال ۲۰۰۹، مریت با زیک هاچینز ازدواج کرد. آنها در اواخر سال ۲۰۱۳ از هم جدا شدند. در سال ۲۰۱۶، او و اریک هیوود صاحب دختری به نام ژان شدند.

## آهنگ‌شناسی

### آلبوم‌های استودیویی
| عنوان                                                    | جزئیات آلبوم                                                               | موقعیت‌های بالای نمودار | موقعیت‌های بالای نمودار | موقعیت‌های بالای نمودار | موقعیت‌های بالای نمودار | موقعیت‌های بالای نمودار | فروش                 |
| عنوان                                                    | جزئیات آلبوم                                                               | کشور آمریکا            | ایالات متحده           | US گرمای               | آمریکا هند             | مردم آمریکا            | فروش                 |
| -------------------------------------------------------- | -------------------------------------------------------------------------- | ---------------------- | ---------------------- | ---------------------- | ---------------------- | ---------------------- | -------------------- |
| گل رز                                                    | - تاریخ انتشار: ۴ ژوئن ۲۰۰۲ - برچسب: ثبتات گم شده جادهسوابق جاده ای گم شده | ۴۷                     | -بله.                  | -بله.                  | -بله.                  | -بله.                  |                      |
| تبرین                                                    | - تاریخ انتشار: ۲۴ اوت ۲۰۰۴ - برچسب: ثبتات گم شده جاده                     | -بله.                  | -بله.                  | ۲۱                     | -بله.                  | -بله.                  |                      |
| کشور دیگری                                               | - تاریخ انتشار: ۲۶ فوریه ۲۰۰۸ - برچسب: "فانتزی" رکورد                      | -بله.                  | ۱۵۶                    | ۱                      | -بله.                  | -بله.                  |                      |
| در ماه می‌بینم                                            | - تاریخ انتشار: ۱ ژوئن ۲۰۱۰ - برچسب: فانتزی رکورد                          | -بله.                  | -بله.                  | ۶                      | -بله.                  | ۷                      |                      |
| سفر کردن تنها                                            | - تاریخ انتشار: ۱۷ سپتامبر ۲۰۱۲ - برچسب: لپ راکآره رکورد                   | -بله.                  | -بله.                  | ۱۰                     | ۴۶                     | ۱۲                     |                      |
| شب (با سیمون دینرستین)                                   | - تاریخ انتشار: مارس ۲۰۱۳ - برچسب: سونی کلاسیک                             | -بله.                  | -بله.                  | -بله.                  | -بله.                  | -بله.                  |                      |
| همراه سفر (سفر به تنهایی نسخه گسترده)                    | - تاریخ انتشار: اکتبر ۲۰۱۳ - برچسب: لپ راک                                 | -بله.                  | -بله.                  | -بله.                  | -بله.                  | -بله.                  |                      |
| خنجر جهان                                                | - تاریخ انتشار: ۲۷ ژانویه ۲۰۱۷ - برچسب: لپ راک                             | -بله.                  | -بله.                  | -بله.                  | -بله.                  | -بله.                  | - ایالات متحده: ۳۹۰۰ |
| " - " به انتشارات که در نمودار قرار نگرفته‌اند اشاره دارد |                                                                            |                        |                        |                        |                        |                        |                      |

### آلبوم‌های زنده
| عنوان                                                 | جزئیات آلبوم                                           |
| ----------------------------------------------------- | ------------------------------------------------------ |
| خانه با صدای بلند است                                 | - تاریخ انتشار: ۲۰۰۵ - برچسب: RCAM                     |
| سولو باکینگهام                                        | - تاریخ انتشار: ۲۳ ژوئن ۲۰۰۹ - برچسب: Vella Recordings |
| Love Soldiers On (کنسرت در تئاتر Historic Playmakers) | - تاریخ انتشار: ۱۰ آوریل ۲۰۲۰ - برچسب: Yep Roc Records |

### نمایشنامه‌های تمدید شده
| عنوان                           | جزئیات آلبوم                                           |
| ------------------------------- | ------------------------------------------------------ |
| تپانچه‌های دو دلاری با تیفت مریت | - تاریخ انتشار: ۲۶ اکتبر ۱۹۹۹ - برچسب: Yep Roc Records |
| لطفاً سکوت را بشکن نیمه شب       | - تاریخ انتشار: ۱۶ سپتامبر ۲۰۰۸ - برچسب: فانتزی رکوردز |
| نقطه شیرین                      | - تاریخ انتشار: ۲۴ ژانویه ۲۰۱۲ - برچسب: Yep Roc        |

### تک آهنگ‌ها
| سال                                                    | تنها                 | موقعیت‌های اوج                           | موقعیت‌های اوج | آلبوم            |
| سال                                                    | تنها                 | ایرپلی آلترناتیو بزرگسالان ایالات متحده | کشور آمریکا   | آلبوم            |
| ------------------------------------------------------ | -------------------- | --------------------------------------- | ------------- | ---------------- |
| ۲۰۰۲                                                   | «محله»               | -                                       | -             | برامبل رز        |
| ۲۰۰۴                                                   | "مرد خوش قلب"        | -                                       | ۶۰            | تنبور            |
| ۲۰۰۴                                                   | "کاغذ ولگرد"         | -                                       | -             | تنبور            |
| ۲۰۰۸                                                   | "شکسته شده"          | ۲۸                                      | -             | کشور دیگری       |
| ۲۰۱۰                                                   | "میکس تیپ"           | -                                       | -             | می بینمت روی ماه |
| ۲۰۱۲                                                   | "به خودم"            | -                                       | -             | سفر تنهایی       |
| ۲۰۱۶                                                   | "پیرمرد خاکی"        | -                                       | -             | کوک دنیا         |
| ۲۰۱۷                                                   | «استخوان‌های اعلامیه» | -                                       | -             | کوک دنیا         |
| «—» نشان‌دهنده نسخه‌هایی است که در نمودار قرار نگرفته‌اند |                      |                                         |               |                  |

### نماهنگ
| سال  | ویدئو                                        | کارگردان      |
| ---- | -------------------------------------------- | ------------- |
| ۲۰۰۲ | "ویرجینیا، هیچ کس نمی‌تواند به شما هشدار دهد" | داگلاس آوری   |
| ۲۰۰۴ | "مرد خوش قلب"                                | فیلیپ اندلمن  |
| ۲۰۰۸ | "شکسته شده"                                  | مارتین اتکینز |
| ۲۰۱۰ | "موتور به چرخش"                              | جان هولم      |
| ۲۰۱۳ | "فقط در ترانه‌ها / شب و رویاها"               |               |